# WORLD! WIDE! LOVE!
「WORLD! WIDE! LOVE!」（ワールド・ワイド・ラブ）は、hitomiの33rdシングル。

## 概要
- 出産後、初となるシングル。前作から約2年8ヶ月ぶりのシングルとなった。9thアルバム『LOVE LIFE 2』の先行シングルである。
- 歌詞は我が子に向けての思いや母になった喜びのことを描いている。
- 出産後初めてとなる音源としてリリースされたシングルだったが、2年8ヶ月という長いブランクもあってか、オリコン週間チャートではトップ100圏外で、自身にとってシングル作品の中で最低のランクとなってしまった。

## 収録曲
1. WORLD! WIDE! LOVE! (4:21)
（作詞：hitomi　作曲：Hiroyuki Fujino　編曲：Hiroyuki Fujino，HIROKI）
三基商事「エアステリニエ」CMソング
BeeTVドラマ「KOI☆AGE 〜恋するアゲハ〜」オープニング・テーマ
2. ココロの草原 (3:37)
（作詞：hitomi　作曲：Hiroyuki Fujino　編曲：Hiroyuki Fujino，HIROKI）
ベネッセコーポレーション「こどもちゃれんじ」タイアップ・ソング
3. WORLD! WIDE! LOVE! -instrumental- (4:21)
4. ココロの草原 -instrumental- (3:35)

## 収録アルバム
- LOVE LIFE 2 (#1,2、#1はチキュウニウマレテヨカッタver.)